# ハルボル・ナース
ハルボル・ナース（Halvor Næs、1927年4月5日 - 2022年10月13日）は、ノルウェーの元スキージャンプ選手。ヘードマルク県トゥリーシル（w:en:Trysil）出身。1950年代から1960年代にかけて活躍した。

## 生涯
1952年のオスロオリンピックではドイツのトニ・ブルッシャーと同点の4位となった。
翌1953年の第1回ジャンプ週間では初戦から3試合4位、4戦目のビショフスホーフェンでは勝利をあげてヨーゼフ・ブラドルに次ぐ総合2位となった。
1960年のスコーバレーオリンピックに2大会ぶりに出場、11位となった。
ノルウェー選手権では1957年に優勝、1960年と1961年にともに3位となっている。
また、1964年のホルメンコーレン・メダルをヴェイッコ・カンコネン、エーロ・マンティランタ、ゲオルク・トーマと同時受章している。